# Triangle rectangle

Représentation d'un triangle ABC rectangle en C.

En géométrie euclidienne, un triangle rectangle est un triangle dont l'un des angles est droit. Les deux autres angles sont alors complémentaires, de mesure strictement inférieure. On nomme alors hypoténuse le côté opposé à l'angle droit. Les deux autres côtés, adjacents à l’angle droit, sont appelés cathètes.
L’hypoténuse est alors le plus grand côté du triangle, et sa longueur est reliée à celles des deux autres côtés par le théorème de Pythagore. Cette relation est même caractéristique des triangles rectangles. Dans le cas des triangles à côtés entiers, elle mène à la définition des triplets pythagoriciens.

## Propriétés caractéristiques

### Théorème de Pythagore
Le théorème de Pythagore précise que dans un triangle rectangle, le carré de la longueur de l'hypoténuse est égal à la somme des carrés des deux autres longueurs des côtés de l’angle droit, autrement dit, si un triangle ABC est rectangle en C, alors {\displaystyle AB^{2}=CA^{2}+CB^{2}}.
Réciproquement, tout triangle ABC vérifiant l'égalité précédente est un triangle rectangle en C.

### Aire
Comme un triangle rectangle peut se réaliser comme la moitié d’un rectangle engendré par les deux cathètes, l’aire d’un triangle rectangle est égale à la moitié du produit des longueurs de ces deux côtés.
Récriproquement, si l’aire d’un triangle est le produit des longueurs de deux côtés divisé par 2, alors ce triangle est rectangle au sommet commun à ces côtés.

### Cercle circonscrit

Médiane de l'angle droit d'un triangle rectangle

Si un triangle est rectangle, alors le milieu de l’hypoténuse est à égale distance des trois sommets, c’est-à-dire qu’il est le centre du cercle circonscrit, ou encore que la médiane issue de l’angle droit a pour longueur la moitié de l’hypoténuse.
Réciproquement, tout point d’un cercle forme un triangle rectangle avec les extrémités d’un diamètre de ce cercle.
Cette équivalence peut être vue comme un cas particulier du théorème de l'angle au centre : l’angle inscrit est droit si et seulement si l’angle au centre est plat.

### Hauteurs

Triangle rectangle et pied de la hauteur.

La hauteur issue de l'angle droit d'un triangle rectangle possède des  propriétés caractéristiques dont l'une apparaît dans les premières pages du livre de René Descartes, La géométrie.
Dans tout triangle ABC dont H est le pied de la hauteur issue de C.
- Si le triangle est rectangle en C  alors[3] : 
  - H appartient à [AB] et CH2 = HA × HB ;
  - H appartient à [AB] et AC2 = AH × AB ;
  - H appartient à [AB] et BC2 = BH × AB ;
  - CH × AB = CA × CB.
- Réciproquement, un triangle dans lequel l'une de ces quatre propriétés est réalisée est rectangle en C.

Les trois premières propriétés se déduisent de l'observation des trois triangles semblables ABC, CBH et ACH. La quatrième consiste à écrire l'aire du triangle rectangle en considérant successivement BC et BA comme base.
Les réciproques utilisent les mêmes outils : les premières égalités traduisent des égalités de rapports et la présence d'un angle droit ou d'un angle en commun confirment la présence de triangles semblables, qui sont donc rectangles.
L'orthocentre d'un triangle rectangle est de manière évidente le sommet où se trouve l'angle droit.
Dans un triangle rectangle, la hauteur issue de l'angle droit, a une longueur HC égale à la somme des rayons des cercles inscrits respectivement dans le triangle rectangle initial ABC et les deux triangles rectangles délimités par la hauteur. Si on appelle r le rayon du cercle inscrit dans le triangle ABC, r1 celui du cercle inscrit dans le triangle AHC, r2 celui du cercle inscrit dans le triangle BHC, et h la hauteur CH, on a :
{\displaystyle h=r+r_{1}+r_{2}}
La hauteur h, les rayons r, r1 et r2 sont liés par les relations : 
{\displaystyle {\frac {h}{r_{1}}}={\frac {a}{r}}} et {\displaystyle {\frac {h}{r_{2}}}={\frac {b}{r}}}
{\displaystyle r^{2}=r_{1}^{2}+r_{2}^{2}}
et 
{\displaystyle {\frac {r_{1}}{b}}={\frac {r_{2}}{a}}={\frac {r}{c}}}.

### Bissectrices et cercle inscrit

Triangle rectangle et son cercle inscrit

Dans tout triangle rectangle, les bissectrices se rencontrent en un point O centre du cercle inscrit dans le triangle. Le rayon de ce cercle est égal au demi-périmètre p moins l'hypoténuse (voir schéma) soit, avec les notations précédentes :
{\displaystyle r={\frac {a+b+c}{2}}-c={\frac {a+b-c}{2}}=p-c} .
On retrouve le théorème de Carnot, qui, appliqué au triangle rectangle en C, donne, r étant le rayon du cercle inscrit, et R = AB/2 celui du cercle circonscrit :
CA + CB/2 = r + R   et   CA + CB = AB + 2 r
Comme dans tout triangle, le rayon r du cercle inscrit est aussi égal à deux fois l'aire du triangle divisée par le périmètre, soit  {\displaystyle r={\frac {ab}{a+b+c}}} .
Les rayons des cercles exinscrits sont {\displaystyle r_{A}={\frac {ab}{-a+b+c}},r_{B}={\frac {ab}{a-b+c}},r_{A}={\frac {ab}{a+b-c}}}.

## Cas particuliers
Ces triangles sont uniques à similitude près.

### Triangle isocèle rectangle
Le demi-carré est un triangle isocèle rectangle. Ses deux angles aigus mesurent 45°, et le rapport entre son hypoténuse et chacune de ses cathètes vaut √2.

Cas d'une hypoténuse de longueur √2.
Cas d'une hypoténuse de longueur 1.

### Triangle 3-4-5

Triangle égyptien, de côtés 3-4-5.

Le triangle 3-4-5 est un triangle dont les côtés mesurent respectivement 3, 4 et 5 unités. Il s’agit du triangle rectangle à côtés entiers avec l’hypoténuse minimale, et le seul triangle dont les longueurs de côtés suivent une progression arithmétique (à un facteur multiplicatif près). Cette forme est mise à profit pour obtenir un angle droit à l’aide de la corde à treize nœuds.

### Triangle de Kepler
Le triangle de Kepler est le seul triangle rectangle dont les longueurs de côtés suivent une progression géométrique. La raison de cette progression est la racine carrée du nombre d'or.

### Demi-triangle équilatéral

Triangle rectangle d'angles 30-60-90 avec une hypoténuse de longueur 2.

Triangle rectangle d'angles 30° - 60° - 90° avec une hypoténuse de longueur 1.

Le demi-triangle équilatéral (ou triangle de l'écolier) a pour angles 90°, 60° et 30°. C’est le seul triangle rectangle dont les angles suivent une progression arithmétique car :
soient {\displaystyle \alpha =90^{\circ }\geqslant \beta \geqslant \gamma } les angles ; on sait que :
d'une part, {\displaystyle \beta +\gamma =90^{\circ }}  (1)
d'autre part, {\displaystyle 90^{\circ }-\beta =\beta -\gamma } , soit {\displaystyle 2\beta -\gamma =90^{\circ }}  (2) : condition de progression arithmétique.
En ajoutant (1) et (2) on obtient {\displaystyle 3\beta =180^{\circ },\beta =60^{\circ }}, puis {\displaystyle \alpha =30^{\circ }}.

## Applications

### Décomposition
Tout triangle non plat peut être décomposé en deux triangles rectangles admettant pour côté commun une hauteur interne (par exemple, celle issue d’un sommet d’angle maximal).
Ce principe permet de ramener les problèmes de pavages par des polygones à des problèmes de pavage par des triangles rectangles.

### Composantes dans un repère orthonormé
Dans un repère orthonormé {\displaystyle (O,{\vec {\imath }},{\vec {\jmath }})}, si un point M se projette selon H sur l'axe {\displaystyle (O,{\vec {\imath }})} et selon I sur l'axe {\displaystyle (O,{\vec {\jmath }})}, alors OHM et OMI sont des triangles rectangles.

### Trigonométrie dans le triangle rectangle

Un triangle rectangle comporte un angle droit et deux angles aigus, du moins en géométrie euclidienne (sur une sphère, il existe des triangles à deux et même trois angles droits).
Deux triangles rectangles ayant un de leurs angles non droits égaux sont semblables : le rapport de deux des côtés du triangle rectangle ne dépend donc que d'un angle non droit. Cette propriété permet d'introduire les fonctions trigonométriques pour un angle aigu non orienté, dont la mesure est, en degré entre 0 et 90° (ou en radians, entre 0 et π/2). Par exemple pour un triangle ABC rectangle en C :
- le cosinus de l'angle α est le rapport du côté de l'angle droit adjacent à α par l'hypoténuse, soit cos(α) =  AC/AB ;
- le sinus de l'angle α est le rapport du côté de l'angle droit opposé à  α par l'hypoténuse, soit sin(α) = BC/AB ;
- la tangente de  l'angle α est le rapport du côté de l'angle droit opposé à  α par  côté de l'angle droit adjacent à α, tan(α) = BC/AC.

### Triangle pythagoricien

Le triangle 3-4-5, un exemple bien connu de triangle rectangle pythagoricien

Un triangle rectangle dont  les trois côtés sont mesurés par des nombres entiers (pour une même unité de mesure) est appelé triangle pythagoricien. Par le théorème de Pythagore, les longueurs des trois côtés d'un triangle pythagoricien fournissent un triplet pythagoricien, qui est un triplet de nombres entiers (x, y, z)  non nuls vérifiant x2 + y2 = z2. Par la réciproque du même théorème, un triplet pythagoricien permet de construire un triangle pythagoricien.
En particulier pour tout nombre entier n supérieur ou égal à 3, on peut  construire un triangle rectangle dont la longueur d'un côté de l'angle droit est mesurée par ce nombre n, les deux autres côtés étant mesurés par des nombres entiers : 
- Si n est un nombre pair, n = 2k, il suffit de prendre la longueur de l'autre côté de l'angle droit égale à k2 – 1. L'hypoténuse est alors de longueur égale à k2 + 1.
- Si n est un nombre impair, n = 2k + 1, il suffit de prendre la longueur de l'autre côté de l'angle droit égale à 2k2 + 2k. L'hypoténuse est alors de longueur égale à 2k2 + 2k + 1.

On sait décrire plus généralement tous les triplets, et donc tous les triangles, pythagoriciens. Fermat a démontré qu'aucun de ceux-ci ne pouvait avoir pour aire un carré parfait.

### Spirale de Théodore
La spirale de Théodore est constituée d’une suite de triangles rectangles, chacun admettant une cathète de longueur 1 et l’autre définie par l’hypoténuse du triangle précédent. Le triangle initial est isocèle rectangle. La suite des longueurs des hypoténuses est constituée des racines carrées des entiers naturels. Cette spirale est nommée en hommage à Théodore de Cyrène qui aurait démontré que les racines carrées des premiers entiers (hors carrés parfaits) étaient irrationnelles.

## Généralisations

### Tétraèdre trirectangle
Un tétraèdre est dit trirectangle si trois de ses faces sont des triangles rectangles en un même sommet. Le théorème de de Gua généralise alors le théorème de Pythagore en stipulant que le carré de l’aire de la dernière face est la somme des carrés des aires des trois autres.

### Triangle rectangle sphérique

Représentation d'un triangle trirectangle.

En géométrie non euclidienne, un triangle rectangle sphérique peut posséder deux ou trois angles droits.